# Manfred Classen
Manfred Classen (* 30. Dezember 1943) ist ein ehemaliger deutscher Fußballspieler. Der Verteidiger absolvierte beim 1. FC Köln in der Bundesliga 1970/71 drei Ligaspiele.

## Laufbahn
Manfred Classen spielte von der Jugend bis zu seinem 25. Lebensjahr bei seinem Heimatverein Viktoria Alsdorf. Erst zur Saison 1969/70 schloss er sich dem SC Jülich in der Verbandsliga Mittelrhein an. Unter Trainer Martin Luppen gewann Jülich überlegen mit 49:7 Punkten die Meisterschaft und nahm wieder am Wettbewerb um die deutsche Amateurmeisterschaft teil. Der offensive Außenverteidiger und Student der Zahnmedizin erzielte beim Finale am 11. Juli 1970 in Siegen gegen die Amateure von Eintracht Braunschweig zum 3:0-Erfolg einen Treffer. Seine Rundenleistungen imponierten dabei dem FC-Trainer Hans Merkle, so dass der FC den 26-Jährigen als Lizenzspieler zur Saison 1970/71 unter Vertrag nahm. Beim Rundenstart war Merkle aber nicht mehr im Amt, das hatte jetzt Ernst Ocwirk inne. Neben Classen waren auch noch die weiteren Spieler Thomas Parits, Wolfgang John, Hans-Josef Kapellmann, Kurt Kowalski und Hans-Jürgen Lex neu unter Vertrag genommen worden.
Der Verteidiger vom SC Jülich debütierte am 23. Januar 1971 bei einem 1:1-Heimremis gegen Werder Bremen in der Bundesliga. Er wurde in der 26. Minute für Werner Biskup eingewechselt. Sein zweiter Bundesligaeinsatz fand am 1. Mai 1971 statt. Bei der 0:1-Niederlage bei Arminia Bielefeld wurde er zur 2. Halbzeit für Wolfgang Weber eingewechselt. Am vorletzten Rundenspieltag, den 29. Mai 1971, spielte er die gesamten 90 Minuten bei einem 2:2 im Auswärtsspiel gegen den FC Schalke 04. Vor Torhüter Manfred Manglitz bildete er zusammen mit Kowalski, Bernd Cullmann und Matthias Hemmersbach die FC-Defensive. Sein erstes Pflichtspiel für die „Geißbock-Elf“ hatte Classen bereits am 29. September 1970 im Messestädte-Pokal bei einer 0:1-Auswärtsniederlage bei Racing Paris Sedan bestritten. Sein zweites Spiel in diesem Wettbewerb absolvierte er am 9. Dezember 1970 bei einem 3:0-Heimerfolg gegen Spartak Trnava. Drei Tage später, am 12. Dezember, kam er in der 1. Hauptrunde im DFB-Pokal bei einem 5:2-Auswärtserfolg beim SSV Reutlingen 05 ebenfalls zum Einsatz.
Neben ihm befanden sich prominente Namen wie Wolfgang Overath, Heinz Flohe, Wolfgang Weber, Karl-Heinz Thielen und Hannes Löhr im Aufgebot der Kölner. Nicht nur durch das Niveau der Konkurrenz, auch durch sein gleichzeitig durchgezogenes Zahnarztstudium konnte er sich nicht beim 1. FC Köln durchsetzen und schloss sich deshalb zur Saison 1971/72 dem SC Viktoria Köln in der zweitklassigen Regionalliga West an. Unter Trainer Hans Neuschäfer absolvierte er an der Seite von Mitspielern wie Karl-Heinz Mödrath, Hans-Jürgen Lex, Friedhelm Otters und Gerd Pittscheidt sieben Regionalligaspiele und kehrte dann zu seinem Heimatverein nach Alsdorf zurück. Dort führte er fast 35 Jahre eine Zahnarztpraxis, welche er 2008 an seinen Sohn übergab, ehe er seinen Wohnsitz nach Simmerath in die Eifel verlegte.

## Vereine
- 1952–1969: Viktoria Alsdorf
- 1969–70: SC Jülich
- 1970–1971: 1. FC Köln
- 1971–1972: SC Viktoria Köln
- 1972–1973: Viktoria Alsdorf

## Erfolge
- 1970 Deutsche Fußball-Amateurmeisterschaft 1970
- 1971 DFB-Pokal-Finale (Einsatz in der 1. Hauptrunde)